# Alice Eve
Alice Sophia Eve, född 6 februari 1982 i London, är en amerikansk-brittisk skådespelerska mest känd för sin roll som doktor Carol Marcus i Star Trek Into Darkness.

## Uppväxt
Eves föräldrar Trevor Eve och Sharon Maughan är själva skådespelare. Hon har också två yngre syskon, Jack och George. Under några år under Eves uppväxt bodde familjen i Los Angeles eftersom hennes far arbetade med en tv-serie där. Eve fick då en amerikansk dialekt. 
Eve gick grundskolan på den prestigefyllda privatskolan Westminster i London och fick höga slutbetyg.  Hon studerade sedan engelska på Oxford University och var enligt motspelaren Benedict Cumberbatch den smartaste ombord på inspelningen av Star Trek Into Darkness. Under sin studietid spelade hon i många teateruppsättningar på skolan. 

## Karriär
Alice Eve gjorde sitt första framträdande när hon var tolv år gammal, i en uppsättning av Twelfth Night i skolan.
2006 flyttade hon till Los Angeles för att medverka i Tom Hanks film Starters for 10. Efter det skaffade hon sig en agent som bad henne stanna kvar i staden. 
Eve har heterokromi med ett grönt och ett blått öga. Enligt henne själv ser hon det som en fördel i skådespelaryrket eftersom det gör henne unik.

## Privatliv
Eve var sedan december 2014 gift med finansmannen Alex Cowper-Smith. Paret tog ut skilsmässa 2017. De träffades under skoltiden på Westminster.

## Filmografi

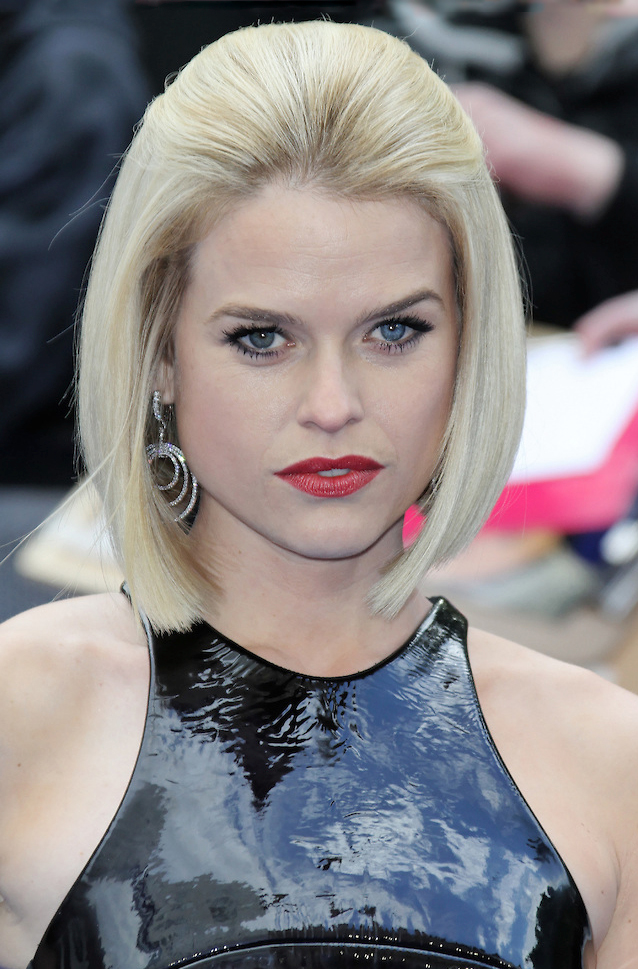
Alice Eve (2012)

| År   | Titel                                   | Roll             | Kommentar |
| ---- | --------------------------------------- | ---------------- | --------- |
| 2004 | Stage Beauty                            | Miss Frayne      |           |
| 2006 | Starter for 10                          | Alice Harbinson  |           |
| 2006 | Big Nothing                             | Josie            |           |
| 2007 | The Amazing Trousers                    | Colette          | Kortfilm  |
| 2009 | Crossing Over                           | Claire Sheperd   |           |
| 2010 | I min vildaste fantasi                  | Molly            |           |
| 2010 | Sex and the City 2                      | Erin             |           |
| 2011 | The Decoy Bride                         | Lara Tyler       |           |
| 2012 | ATM                                     | Emily Brandt     |           |
| 2012 | The Raven                               | Emily Hamilton   |           |
| 2012 | Men in Black 3                          | Young Agent O    |           |
| 2012 | Decoding Annie Parker                   | Louise           |           |
| 2012 | Please, Alfonso                         | Annabelle        | Kortfilm  |
| 2013 | Cold Comes the Night                    | Chloe            |           |
| 2013 | Star Trek Into Darkness                 | Carol Marcus     |           |
| 2013 | Some Velvet Morning                     | Velvet           |           |
| 2014 | Before We Go                            | Brooke Dalton    |           |
| 2014 | Natt på museet: Gravkammarens hemlighet | Skådespelare     | Cameo     |
| 2015 | Dirty Weekend                           | Natalie Hamilton |           |
| 2015 | Entourage                               | Sophie           |           |
| 2016 | Criminal                                | Marta Lynch      |           |
| 2016 | Misconduct                              | Charlotte        |           |
| 2023 | The Power                               | Kirsten          | TV-serie  |